# Rhinobatos glaucostigma
Rhinobatos glaucostigma är en rockeart som beskrevs av Jordan och Gilbert 1883. Rhinobatos glaucostigma ingår i släktet gitarrfiskar, och familjen Rhinobatidae. IUCN kategoriserar arten globalt som otillräckligt studerad. Inga underarter finns listade i Catalogue of Life.